# Brachychiton carruthersii
Brachychiton carruthersii är en malvaväxtart som beskrevs av Ferdinand von Mueller. Brachychiton carruthersii ingår i släktet Brachychiton och familjen malvaväxter. Inga underarter finns listade i Catalogue of Life.